# Cantó de Sant Esteve del Monestir
El cantó de Sant Esteve del Monestir és una divisió administrativa francesa, situada a la Catalunya del Nord, al departament dels Pirineus Orientals. Va ser creat pel decret 85-149 de 31 de gener del 1985 per escissió del cantó de Perpinyà-7.

## Composició
El cantó de Sant Esteve del Monestir està compost per 5 municipis del Rosselló:
- Sant Esteve del Monestir (capital del cantó)
- Baó
- Baixàs
- Vilanova de la Ribera
- Calce.

Tots els municipis pertanyen a la Comunitat d'aglomeració de Perpinyà-Mediterrània
En la nova divisió administrativa del 2014, aquest cantó va ser integrat en el nou cantó del Riberal, amb capitalitat igualment a Sant Esteve del Monestir.

## Consellers generals
| Període     | Conseller      | Partit | Càrrecs |
| 1985 - 1992 | Michel Ey      | UDF    | Alcalde de Sant Esteve del Monestir (1959-1995)                                                                                            |
| 1992 - 2001 | Yves Rousselot | RPR    | Alcalde de Sant Esteve del Monestir (1995-2001)                                                                                            |
| 2001 -      | Élie Puigmal   | PS     | Alcalde de Sant Esteve del Monestir (2001 - 2010) Regidor de Sant Esteve (2010-) Vicepresident del Consell General dels Pirineus Orientals |